# Cheyenne County (Colorado)
Cheyenne County er et administrativt område i delstaten Colorado, USA med 1.836 indbyggere. Den administrative hovedstad (county Seat) er Cheyenne Wells .
Cheyenne County blev grundlagt i 1889 af land som blev udskilt fra Elbert- og Bent Counties og det har fået sit navn efter Cheyenneindianerne som boede i de østlige dele af Colorado.

## Geografi
Ifølge United States Census Bureau har countyet et totalt areal på 4.614 km². 4.614 km² af dette areal er land og 0 km² er vand.
De tilstødende counties er
- Kit Carson County, Colorado - nord
- Wallace County, Kansas - øst
- Greeley County, Kansas - sydøst
- Lincoln County, Colorado - vest
- Kiowa County, Colorado - syd